# Teikoplanin
Teikoplanin je antibiotik koji se koristi kao profilaksivno sredstvo i za lečenje ozbiljnih infekcija uzrokovanih Gram-positivnim bakterijama, uključujuči meticilin-rezistentni Staphylococcus aureus i Enterococcus faecalis. On je semisintetički glikopeptidni antibiotik čiji opseg aktivnosti je sličan vankomicinu. Njegov mehanizam dejstva je da inhibira sintezu bakterijskog ćelijskog zida.

## Literatura
- Hardman JG, Limbird LE, Gilman AG (2001). Goodman & Gilman's The Pharmacological Basis of Therapeutics (10. изд.). New York: McGraw-Hill. ISBN 0071354697. doi:10.1036/0071422803.
- Thomas L. Lemke; David A. Williams, ур. (2007). Foye's Principles of Medicinal Chemistry (6. изд.). Baltimore: Lippincott Willams & Wilkins. ISBN 0781768799.

## Spoljašnje veze
|  | Molimo Vas, obratite pažnju na važno upozorenje u vezi sa temama iz oblasti medicine (zdravlja). |